# Segona categoria del Campionat de Catalunya de futbol 1913-1914
Resultats de la lliga de Segona categoria del Campionat de Catalunya de futbol 1913-1914.

## Sistema de competició
La competició, anomenada Segona Categoria, va ser disputada en tres grups, el grup del Vallès, i dos grups de Barcelona. Hi ha haver competicions de primers, segons, tercers i quarts equips.
El equips afiliats a la Federació considerats de segona categoria eren: FC Andreuenc, FC Athletic de Sabadell, Argós FC, Associació Bonanova, FC Barcino, Bétulo FC de Badalona, Catalunya SC, CS Sabadell, CE Europa, Gladiator SC, Gimnàstic, Iluro SC de Mataró, CE Júpiter, FC Martinenc, Mercantil FC, CD Mercuri, New Catalònia FBC, Olotí, SS Pompeia, FC Stadium, Atlètic Sporting Club, FC Terrassa, Sarrià SC i Unió Deportiva de Terrassa.

## Campionat del Vallès
El Campionat del Vallès de Segona Categoria va ser disputat per quatre equips: FC Atlètic de Sabadell, Centre d'Sports Sabadell, Futbol Club Terrassa i Unió Deportiva de Terrassa. El CS Sabadell en resultà vencedor. Els partits es disputen als camps dels equips esmentats en primer lloc.
Com a fets més destacats d’aquell campionat podem mencionar: El primer Sabadell-Terrassa de competició oficial es va jugar a l’estadi de la Creu Alta el 14 de desembre i va acabar amb empat a un gol. En aquell partit, el Sabadell estrenava un nou equipatge, jugant per primera vegada amb la samarreta arlequinada blanc-i-blava.
La 3a jornada s’havia de jugar el 18 de gener de 1914, però va ser suspesa per una gran nevada caiguda dies abans i que va deixar els terrenys de joc impracticables. La setmana següent, novament es va suspendre tots els partits programats a causa d’unes fortes pluges que van deixar els camps negats d’aigua.
La darrera jornada es va jugar en dos caps de setmana diferent i va ser força accidentada. El 8 de març el Sabadell visitava Terrassa per enfrontar-se a la Unió Deportiva. Si el Sabadell guanyava, s’emportava el títol del campionat. El partit es va jugar en l’estadi del Terrassa i al llarg del matx el públic terrassenc es va mostrar molt hostil tant amb els jugadors com amb l’afició del Sabadell. Fins i tot es van llençar pedres i van voleiar cadires. Finalitzat el partit, el públic terrassenc va perseguir els jugadors arlequinats, els quals van haver de refugiar-se en l’Ajuntament de Terrassa i protegits per la policia. El Sabadell va guanyar per 1 a 4 i es va proclamar campió del grup del Vallès.
Per altra banda, el Terrassa havia de viatjar a Sabadell per jugar contra l’Atlètic el 15 de març, però no es va presentar en previsió de possibles incidents pels aldarulls que hi havia hagut en el partit d’anada. A més, era un partit intranscendent, ja que el campió ja estava decidit. Sense equip rival a la gespa, l’Atlètic va iniciar el partit, va marcar un gol i es va donar el partit per finalitzar i el triomf al conjunt groc-i-negre.
Però el campionat no va finalitzar el mes de març. L’Atlètic va elevar una protesta a la Federació Catalana de Futbol pel partit que havia jugat contra el Sabadell el 8 de febrer i que havia perdut. Va reclamar joc violent i il·legal per part del Sabadell amb la permissivitat de l’àrbitre. Després de diverses al·legacions i deliberacions, la Federació va resoldre que el partit s’havia de repetir i es va jugar el 21 de juny. Amb la retirada de punts al Sabadell, estava en joc el títol. Al Sabadell li valia la victòria o l’empat, a l’Atlètic només la victòria. El resultat va ser empat 1 a 1 i amb aquest resultat el campió del Vallès era el Sabadell per tenir un punt més que l’Atlètic.
La classificació final va ser la següent (tenint en compte el partit anul·lat del 8-02-1914 i el posterior del 21-06-1914)  
| Posició | Equip          | PJ | PG | PE | PP | GF | GC | Punts |
| ------- | -------------- | -- | -- | -- | -- | -- | -- | ----- |
| 1       | Sabadell       | 6  | 4  | 2  | 0  | 16 | 6  | 10    |
| 2       | FC Atlètic     | 6  | 3  | 2  | 1  | 12 | 7  | 8     |
| 3       | Terrassa       | 6  | 3  | 1  | 2  | 9  | 6  | 7     |
| 4       | Unió Deportiva | 6  | 0  | 0  | 6  | 3  | 21 | 0     |

Partits jugats:
| Data       | Partit                                                      | Resultat |
| ---------- | ----------------------------------------------------------- | -------- |
| 14-12-1913 | Unió Deportiva – FC Atlètic                                 | 1-2      |
| 14-12-1913 | CE Sabadell – FC Terrassa                                   | 1-1      |
| 11-01-1914 | FC Atlètic – CS Sabadell                                    | 2-2      |
| 11-01-1914 | FC Terrassa – Unió Deportiva                                | 2-0      |
| 08-02-1914 | CS Sabadell – FC Atlètic (partit anul·lat per la Federació) | 2-1      |
| 08-02-1914 | Unió Deportiva – FC Terrassa                                | 0-3      |
| 15-02-1914 | FC Terrassa – FC Atlètic                                    | 3-0      |
| 15-02-1914 | CE Sabadell – Unió Deportiva                                | 4-1      |
| 1-03-1914  | FC Terrassa – CS Sabadell                                   | 0-4      |
| 1-03-1914  | FC Atlètic – Unió Deportiva                                 | 6-0      |
| 8-03-1914  | Unió Deportiva – CE Sabadell                                | 1-4      |
| 15-03-1914 | Atlètic – FC Terrassa (incompareixença del Terrassa)        | 1-0      |
| 21-06-1914 | CS Sabadell – FC Atlètic (repetició del partit 8-02-1914)   | 1-1      |

## Campionat de Barcelona
El Campionat del Barcelona es dividí en dos grups. Els partits es disputen als camps dels equips esmentats en primer lloc. Alguns resultats són desconeguts i en molts partits els clubs cedien els punts.
| Participants          |
| --------------------- |
| CE Europa             |
| FC Andreuenc          |
| FC Stadium            |
| Mercantil FC          |
| Bétulo FC de Badalona |
| CE Júpiter            |
| Argós FC              |
| FC Martinenc          |

| Grup Primer | Grup Primer | Grup Primer           | Grup Primer |
| Jornada     | Data        | Local - Visitant      | Resultat    |
| ----------- | ----------- | --------------------- | ----------- |
| 1           | 14-12-1913  | Mercantil - Andreuenc | (c/p)       |
| 1           | 14-12-1913  | Argós - Bétulo        | (c/p)       |
| 1           | 14-12-1913  | Júpiter - Stadium     | 2-2         |
| 1           | 14-12-1913  | Europa - Martinenc    | (c/p)       |
| 2           | 11-01-1914  | Mercantil - Bétulo    | (s/d)       |
| 2           | 11-01-1914  | Argós - Europa        | 2-0         |
| 2           | 11-01-1914  | Andreuenc - Júpiter   | 3-2         |
| 2           | 11-01-1914  | Stadium - Martinenc   | 3-0         |
| 3           | 01-03-1914  | Europa - Mercantil    | 4-0         |
| 3           | 01-03-1914  | Martinenc - Argós     | (s/d)       |
| 3           | 01-03-1914  | Andreuenc - Stadium   | (s/d)       |
| 3           | 01-03-1914  | Júpiter - Bétulo      | 2-0         |
| 4           | 08-03-1914  | Júpiter - Europa      | 2-5         |
| 4           | 08-03-1914  | Mercantil - Martinenc | (s/d)       |
| 4           | 08-03-1914  | Stadium - Argós       | (c/p)       |
| 4           | 08-03-1914  | Bétulo - Andreuenc    | 5-1         |
| 5           | 08-02-1914  | Europa - Andreuenc    | 2-4         |
| 5           | 08-02-1914  | Martinenc - Júpiter   | (s/d)       |
| 5           | 08-02-1914  | Argós - Mercantil     | (c/p)       |
| 5           | 08-02-1914  | Bétulo - Stadium      | 3-6         |
| 6           | 15-02-1914  | Andreuenc - Martinenc | (n/p)       |
| 6           | 15-02-1914  | Bétulo - Europa       | 0-4         |
| 6           | 15-02-1914  | Júpiter - Argós       | (s/d)       |
| 6           | 15-02-1914  | Stadium - Mercantil   | (s/d)       |
| 7           | 22-02-1914  | Mercantil - Júpiter   | (n/p)       |
| 7           | 22-02-1914  | Europa - Stadium      | 3-2         |
| 7           | 22-02-1914  | Martinenc - Bétulo    | (s/d)       |
| 7           | 22-02-1914  | Argós - Andreuenc     | (s/d)       |
|             |             |                       |             |

| Participants          |
| --------------------- |
| Gladiator SC          |
| Atlètic Sporting Club |
| FC Barcino            |
| New Catalònia FBC     |
| Catalunya SC          |
| SS Pompeia            |
| CD Mercuri            |
| Sarrià SC             |

| Grup Segon | Grup Segon | Grup Segon                | Grup Segon |
| Jornada    | Data       | Local - Visitant          | Resultat   |
| ---------- | ---------- | ------------------------- | ---------- |
| 1          | 14-12-1913 | Catalunya - Sarrià        | (c/p)      |
| 1          | 14-12-1913 | New Catalònia - Sporting  | 6-1        |
| 1          | 14-12-1913 | Gladiator - Pompeia       | 0-0        |
| 1          | 14-12-1913 | Mercuri - Barcino         | (c/p)      |
| 2          | 11-01-1914 | Barcino - Catalunya       | (s/d)      |
| 2          | 11-01-1914 | Pompeia - Mercuri         | (s/d)      |
| 2          | 11-01-1914 | Sarrià - Sporting         | 0-1        |
| 2          | 11-01-1914 | Gladiator - New Catalonia | 2-3        |
| 3          | 14-12-1913 | New Catalonia - Mercuri   | (s/d)      |
| 3          | 14-12-1913 | Sporting - Gladiator      | (s/d)      |
| 3          | 14-12-1913 | Catalunya - Pompeia       | (s/d)      |
| 3          | 14-12-1913 | Barcino - Sarrià          | (s/d)      |
| 4          | 08-03-1914 | Catalunya - New Catalonia | (c/p)      |
| 4          | 08-03-1914 | Mercuri - Sporting        | (c/p)      |
| 4          | 08-03-1914 | Sarrià - Gladiator        | (c/p)      |
| 4          | 08-03-1914 | Pompeia - Barcino         | (s/d)      |
| 5          | 08-02-1914 | New Catalonia - Barcino   | 2-3        |
| 5          | 08-02-1914 | Sporting - Catalunya      | (n/p)      |
| 5          | 08-02-1914 | Gladiator - Mercuri       | (n/p)      |
| 5          | 08-02-1914 | Pompeia - Sarrià          | (s/d)      |
| 6          | 15-02-1914 | Catalunya - Gladiator     | (n/p)      |
| 6          | 15-02-1914 | Barcino - Sporting        | 8-2        |
| 6          | 15-02-1914 | Pompeia - New Catalonia   | (s/d)      |
| 6          | 15-02-1914 | Sarrià - Mercuri          | (s/d)      |
| 7          | 22-02-1914 | Gladiator - Barcino       | (n/p)      |
| 7          | 22-02-1914 | New Catalonia - Sarrià    | 4-1        |
| 7          | 22-02-1914 | Sporting - Pompeia        | (n/p)      |
| 7          | 22-02-1914 | Mercuri - Catalunya       | (s/d)      |
|            |            |                           |            |

## Fase final
El FC Barcino es classificà a la tercera posició del Campionat de Segona Lliga. El Sabadell i l'Europa disputaren la final, en la qual el Centre d'Sports de Sabadell es proclamà campió de segona categoria en derrotar el club de Gràcia per 1 a 0.
| CS de Sabadell | 1 - 0 | CE Europa |
| -------------- | ----- | --------- |
|                | [ 7 ] |           |